# Brela
Brela (/brě̞la/) és un poble de Croàcia situat al comtat de Split-Dalmàcia. El 2020 tenia una població estimada de 1.657 habitants.